# Scleronephthya lewinsohni
Scleronephthya lewinsohni is een zachte koraalsoort uit de familie Nidaliidae. De koraalsoort komt uit het geslacht Scleronephthya. Scleronephthya lewinsohni werd in 1978 voor het eerst wetenschappelijk beschreven door Verseveldt & Benayahu. 